# 羅赫林冰原島峰
72°12′S 14°28′E / 72.200°S 14.467°E
羅赫林冰原島峰（德語：Rochlin-Nunatakker），是南極洲的冰原島峰，位於毛德皇后地的阿斯特里德公主海岸，處於林諾爾門山以南11公里，屬於帕耶山脈的一部分，由德國探險隊發現，現時由南極條約體系管理。